# Mitre d'Ais
Mitre d'Ais (Tessalònica, Grècia, 433 - Ais de Provença, 466) fou un laic grec, mort màrtir a Ais. És venerat com a sant per diverses confessions cristianes.

## Biografia
Segons la llegenda, Mitre nasqué a Tessalònica en una família benestant. Als 24 anys, deixà els seus pares i anà a la Provença per viure-hi lliurat a la pregària i la caritat. Fou criat a la casa del pretor romà Arvendus, a Ais de Provença, que duia una vida dissoluta amb una dona que no era la seva. Mitre volia que el seu amo rectifiqués la seva vida i li recriminava; Arvendus, llavors, s'enutjà i volgué perdre el seu criat.
Arvendus tenia una vinya a l'oest de la vil·la de Tours (Ais de Provença), a l'actual barri de Saint-Mitre, i on treballava Mitre. El pretor va fer que altres servents fecin destrosses a la vinya per acusar-ne Mitre. Els servents recolliren tot el raïm i el premsaren; després digueren que havia estat Mitre i que havia repartit tot el vi entre els pobres. Així, Arvendus tenia l'excusa i anà a la vinya per castigar Mitre: quan hi arribà va veure sorprès que la vinya estava curulla de raïm, més que mai i de bona qualitat.
Mitre fou acusat llavors de bruixeria i empresonat en una torre, al lloc de l'antic palau comtal, on avui hi ha el palau de justícia. Fou decapitat al pati: Mitre s'aixecà, n'agafà el cap i anà caminant fins on hi ha l'església de Nostra Senyora de la Seds (Ais) i només llavors morí.

## Veneració
El sarcòfag es pot veure avui a la capella dels Sants Cosme i Damià (construïda al segle xvi): és un sarcòfag paleocristià reutilitzat. La figura de Mitre fou promoguda per l'església d'Ais per tenir un sant màrtir antic, comparable als sants Víctor de Marsella o Genís d'Arle.
Les seves relíquies foren portades a la Catedral del Sant Salvador d'Ais el 23 d'octubre de 1383. Fins llavors havien estat en l'església de Notre-Dame de la Seds, a la capella de Sant Llorenç, situada extra-muros.

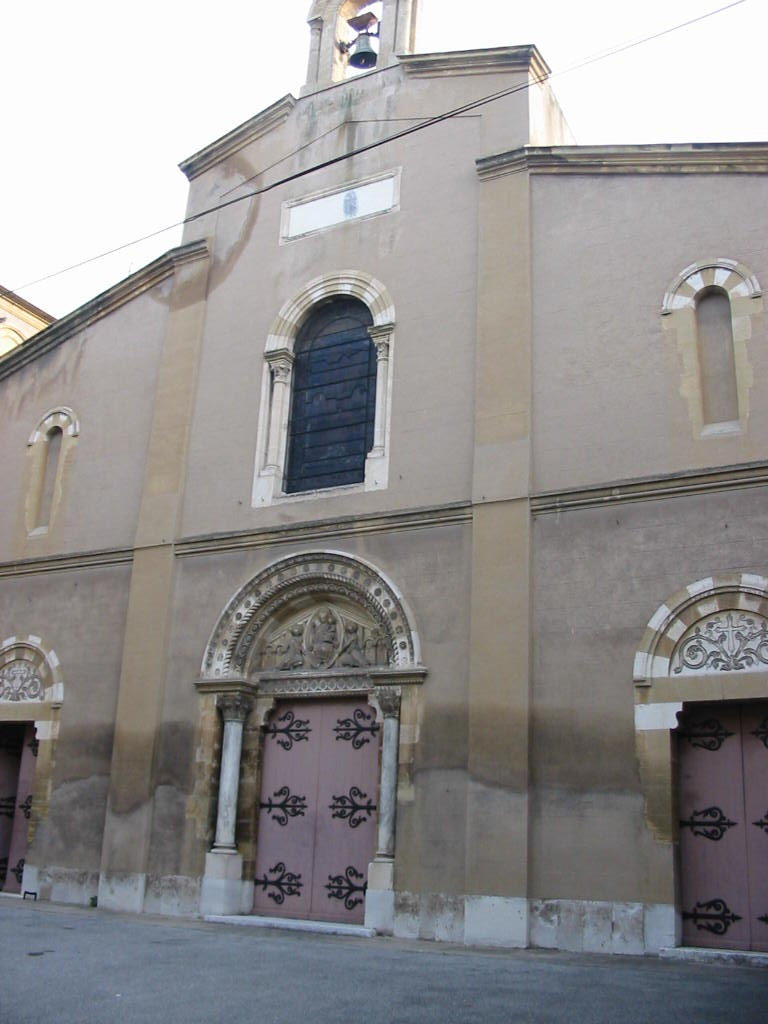
Façade de l'église Notre-Dame de la Seds.
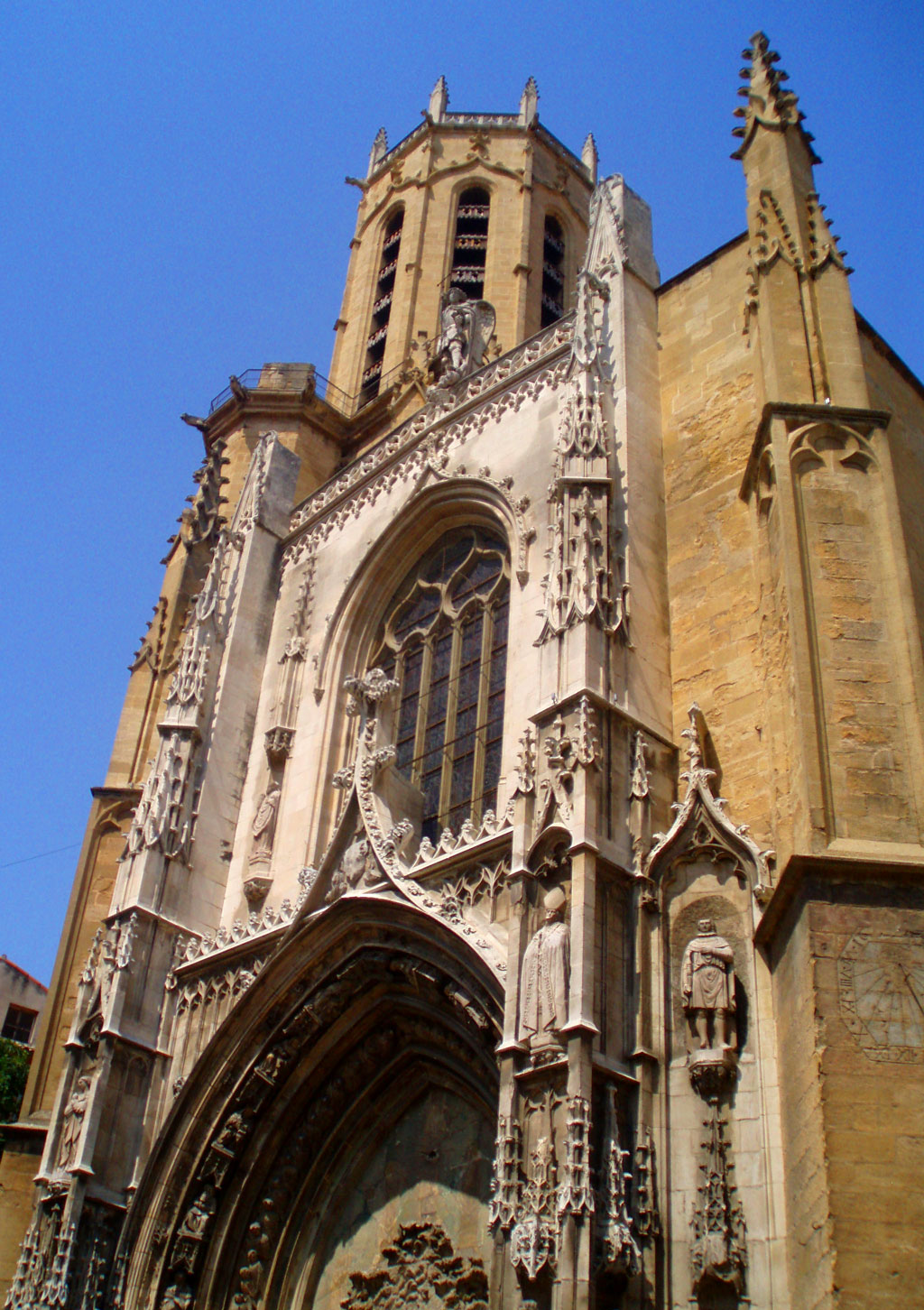
Catedral de Sant Salvador d'Ais
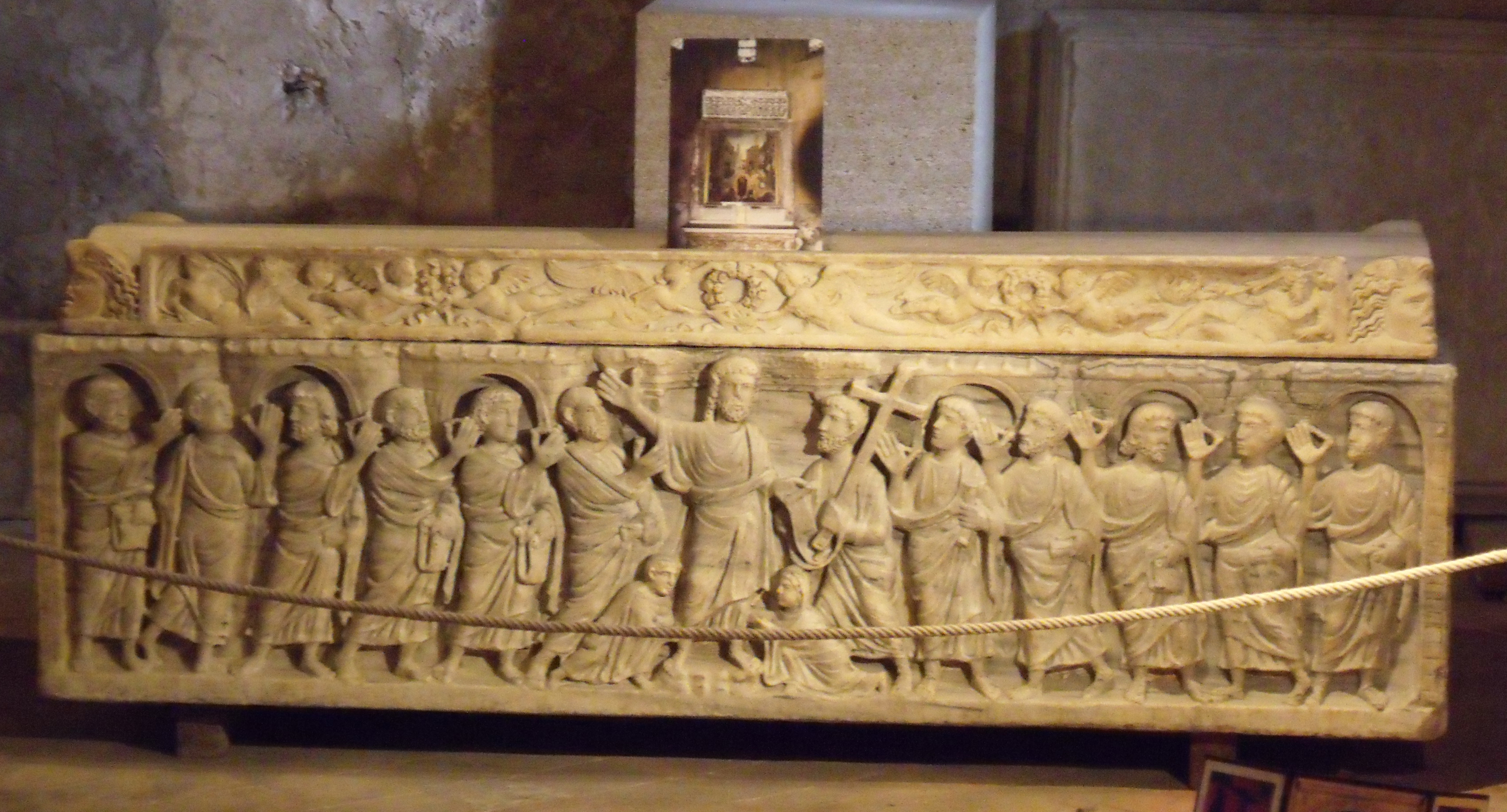
Sarcòfag de Mitre a la catedral del Salvador d'Ais.
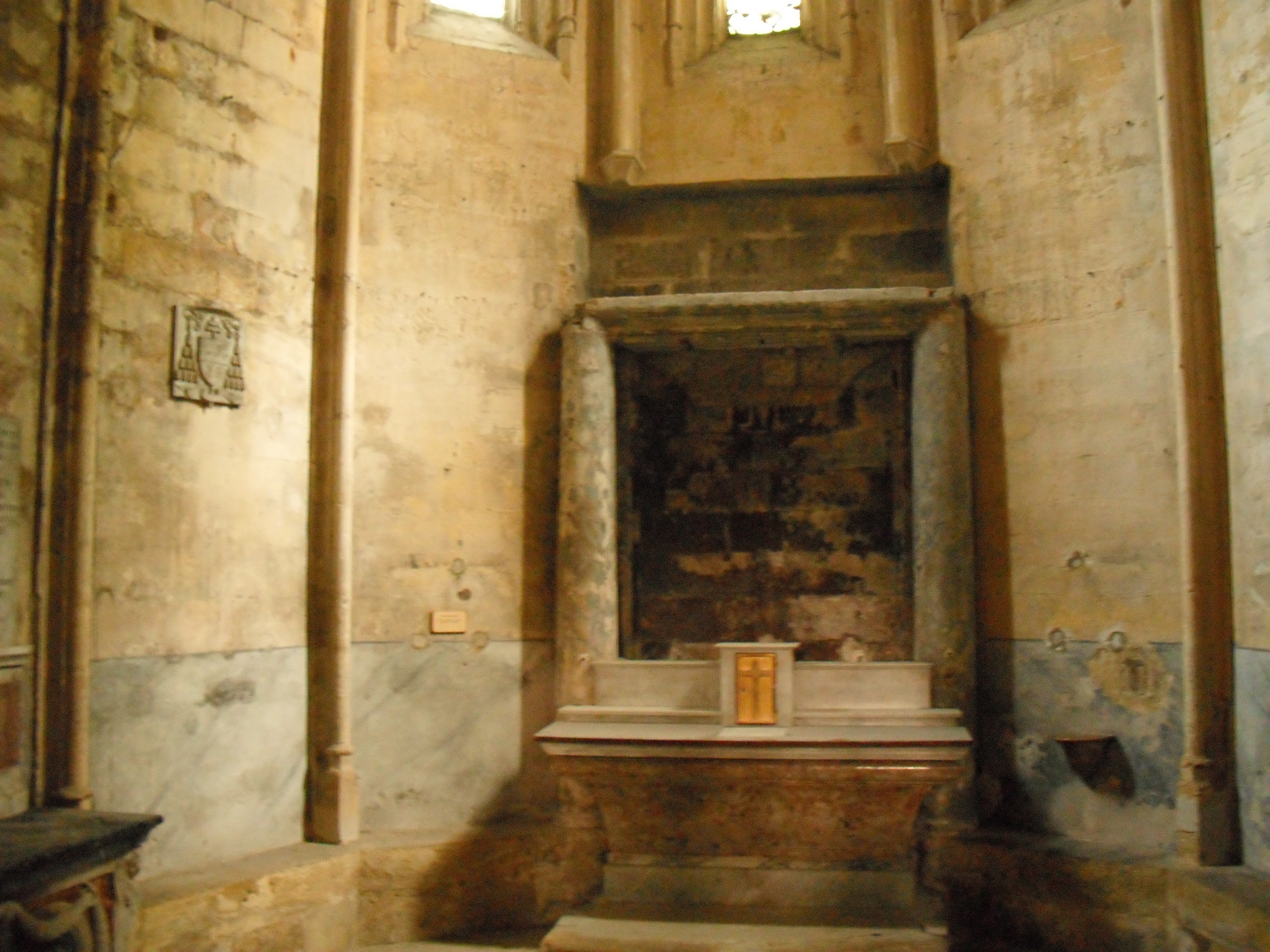
Capella de Sant Mitre a la catedral d'Ais.

### Miracles atribuïts
Gregori de Tours narra un miracle esdevingut en 566 a la tomba del sant. Khilderic, senyor de la cort de Sigebert I, desposseí el bisbe d'Ais d'unes terres i aquest ho reclamà als tribunals, que li retornaren. Khilderic anà a la tomba de Mitre enfurismat i l'embrutà, en cegà l'entrada i prohibí als fidels de pregar-hi.
Des d'aquell moment, Khilderic emmalaltí i només després d'un any cedí i retornà els drets sobre les terres i oferí una bossa d'or a Sant Mitre: llavors morí.
Es creia que el líquid que traspuava de la tomba del sant guaria el mal d'ulls.